# Korb (Einheit)
Korb war ein Volumenmaß von teilweise ungenauer Größe. Das Maß fand Anwendung beim Handel mit trockenen Waren wie Obst, Gartenfrüchten, Heu, Kohlen und Spänen.

## Deutschland
In Deutschland fand der Korb regional in Osnabrück Anwendung und war im Kohlehandel eine andere Bezeichnung für das Kohlenmaß Ringel. Hier entsprach der Korb einem halben Scheffel. Die Werte im Einzelnen waren:
- 1 Korb/Ringel = 723,5 Pariser Kubikzoll = 14 ⅓ Liter
- Hüttenkorb, Sachsen

Zudem war der Korb ein in der frühen Hochseefischerei übliches Maß für die Fangmenge von Fisch:
- 1 Korb = 50 Kilogramm Fisch[1]

## Spanien
In Málaga rechnete man bei Rosinen:
- 1 Cargo = 2 Körbe = 7 Arrobas
- 1 Korb = 3 ¼ Topf = 1 1/19 Fässchen
- 3,5 Arrobas = 40,5 Kilogramm

Auch als Zählmaß nahm man den Korb:
- 1 Korb = 50 Flaschen vom Wein für Champagner

## Schweiz
Auch in der Schweiz war der Korb als Maß bekannt. Im Kanton Zürich ergaben
- 2 Körbe Holzkohlen ein Malter, der Korb (nicht gehäuft) = 0,37639 Kubikmeter.

Bei Torf waren die Maße anders:
- 1 Korb = 125,5 Mäßli
- 12 Körbe Torf = 1 Torfklafter/Turbenklafter, der Korb = 0,16424 Kubikmeter
- 1 Torfklafter = 56,75 Pariser Kubikfuß = 1 19/20 Kubikmeter[3]

## Russland
Hier war das Maß „Korb“ ein Gewichtsmaß für Kohlen:
- 1 Korb = 24 Gittern = 20 Pud = 5,85 Zentner (Wiener)[5] = 327,616 Kilogramm
- 1 Kilogramm = 0,003052 Korb

## Weitere Regionen
In Rangun war der Korb ein Getreidemaß. Hier war die Bezeichnung Ten oder Basket.
Die Maßkette für das Ten war:
- 1 Ten = 4 Saits = 8 Sarots = 16 Pyis 64 Sales = 128 Lames = 256 Lamyets
- 1 Ten (geschälter Reis) = 16 Pehtha = 26,49 Kilogramm[6]

In Bengalen war der Korb ein Reismaß und 1 Korb hatte 16 Bisses:
- 40 Körbe = 1 Tonne = ½ Last bei Schiffsladungen

In der Präsidentschaft Madras waren 150 Körbe = 1 Garza.